# Улица Капитана Воронина
Улица Капитана Воро́нина — улица в Выборгском районе Санкт-Петербурга. Проходит от Большого Сампсониевского проспекта до улицы Харченко.

## История
Первоначальное название Средняя Муринская улица известно с 1860 года, происходит от села Мурино, в направлении которого шёл проезд. 5 марта 1871 года присвоено название Муринский переулок.
5 марта 1964 года переулок был переименован в улицу Капитана Воронина в честь В. И. Воронина, капитана парохода «Челюскин».
Участок от Финляндской линии Октябрьской железной дороги до Лесного проспекта перекрыт в 1980-е годы.

## Достопримечательности

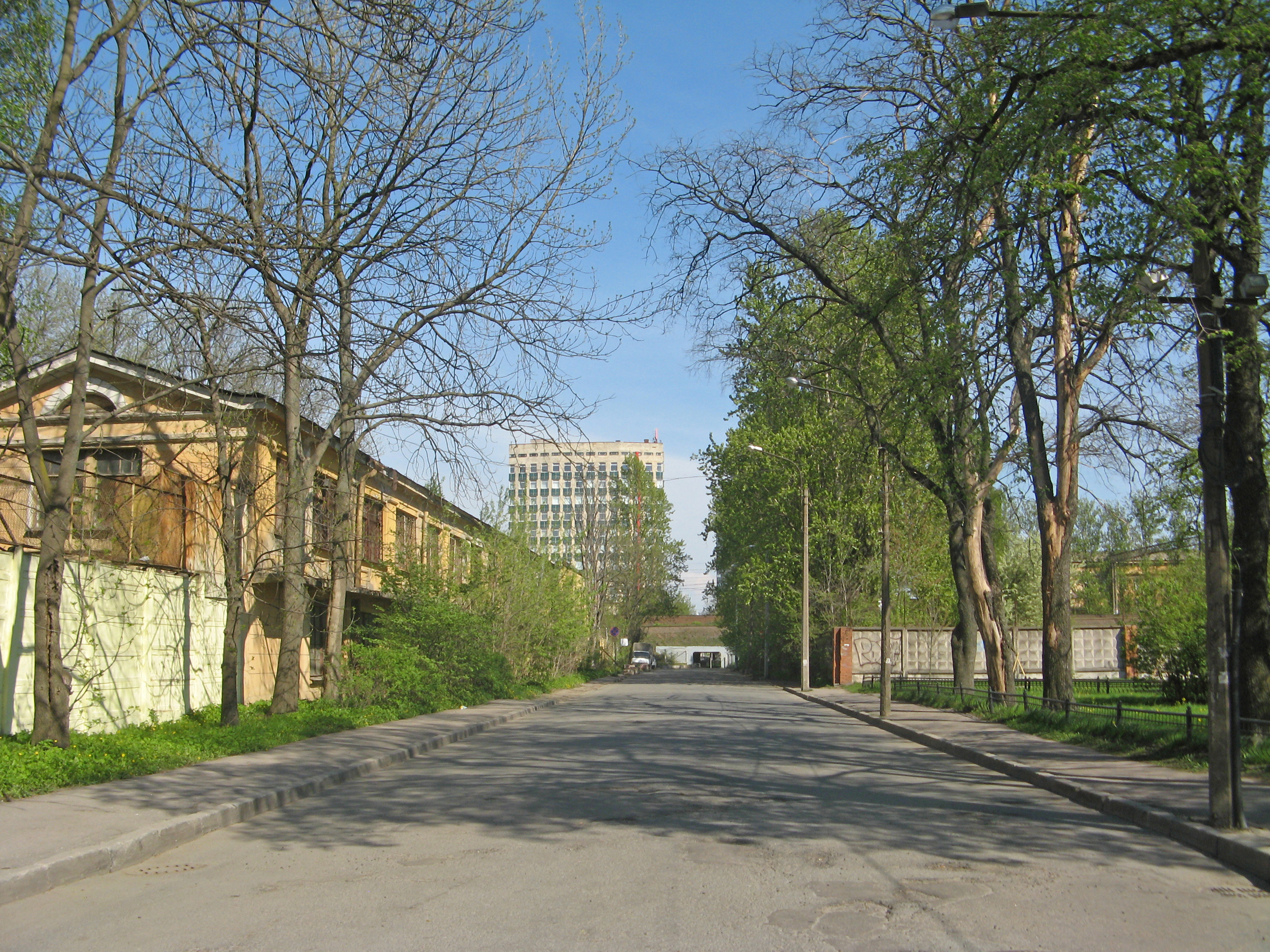
Вид от Большого Сампсониевского проспекта. Справа Воронинский сквер, прямо — высотное здание КБСМ

- ОАО «Конструкторское бюро специального машиностроения» (у Лесного проспекта)
- Кондитерская фабрика «Белочка»
- Стадион завода им. Климова
- Студенческий городок Санкт-Петербургского государственного политехнического университета (дома № 9—13)
  - Народный университетский театр «Глагол» Санкт-Петербургского политехнического университета Петра Великого (в доме № 13)
- Воронинский сквер (на углу с Большим Сампсониевским проспектом)[3]